# Brassiophoenix
Brassiophoenix é um género botânico, pertencente à família Arecaceae.

## Espécies
- Brassiophoenix drymophlocoides
- Brassiophoenix schumannii